# Ахмед Абед
Ахмед Абед (івр. אחמד עבד, араб. أحمد عابد, нар. 30 березня 1990, Назарет) — ізраїльський футболіст арабського походження.
Виступав, зокрема, за клуби «Маккабі Ахі» та «Хапоель» (Кір'ят-Шмона), а також національну збірну Ізраїлю.

## Клубна кар'єра
У дорослому футболі дебютував 2009 року виступами за команду клубу «Маккабі Ахі», в якій провів два сезони, взявши участь у 39 матчах чемпіонату. 
Своєю грою за цю команду привернув увагу представників тренерського штабу клубу «Хапоель» (Кір'ят-Шмона), до складу якого приєднався 2011 року. Відіграв за команду з Кір'ят-Шмони наступні сім сезонів своєї ігрової кар'єри. Більшість часу, проведеного у складі кір'ят-шмонського «Хапоеля», був основним гравцем атакувальної ланки команди.
До складу клубу «Гіресунспор» приєднався 2018 року. Станом на 28 травня 2018 року відіграв за турецьку команду 8 матчів в національному чемпіонаті.

## Виступи за збірну
У 2016 році дебютував в офіційних матчах у складі національної збірної Ізраїлю.

## Титули і досягнення
«Хапоель» (Кір'ят-Шмона)
- Чемпіон Ізраїлю (1): 2011-12
- Володар Кубка Ізраїлю (1): 2013-14
- Володар Кубка Тото (1): 2011-12
- Володар Суперкубка Ізраїлю (1): 2015